# Les Magnils-Reigniers
Les Magnils-Reigniers település Franciaországban, Vendée megyében. Lakosainak száma 1461 fő (2022. január 1.). Les Magnils-Reigniers La Bretonnière-la-Claye, Chasnais, Corpe, Luçon, Péault és Triaize községekkel határos.

## Népesség
A település népességének változása:
| Lakosok száma | 1567 | 1609 | 1663 | 1576 | 1531 | 1486 | 1484 | 1471 | 1461 |
|               | 2013 | 2015 | 2016 | 2017 | 2018 | 2019 | 2020 | 2021 | 2022 |